# Johann Balthasar Keller

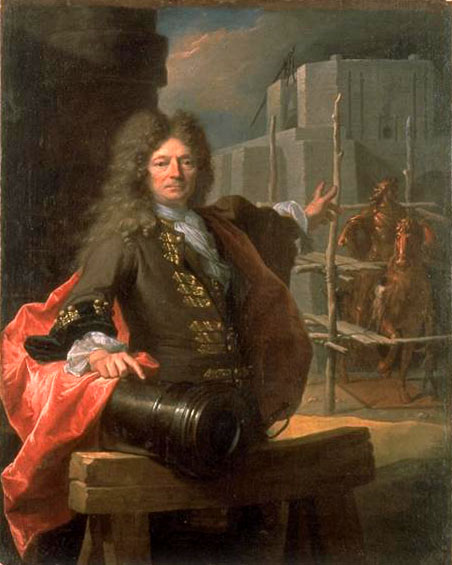
Johann Balthasar Keller, Generalkommissar der Giessereien der königlichen Artillerie, Gemälde von Hyacinthe Rigaud.

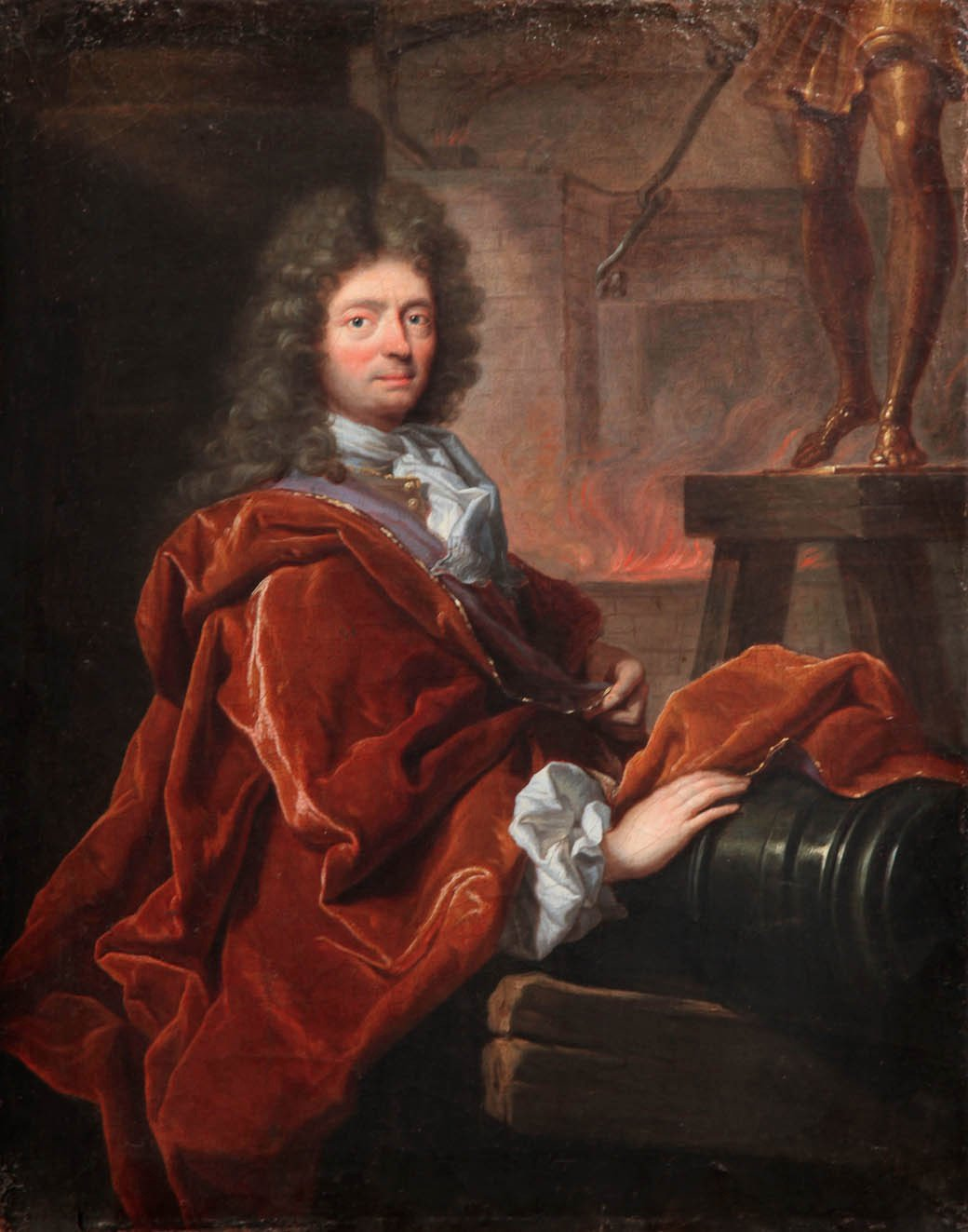
Gemälde von Hyacinthe Rigaud, Kunsthaus Zürich

Johann Balthasar (auch Hans bzw. Jean-Balthazar) Keller vom Steinbock (* 16. März 1638 in Zürich; † 1702 in Paris) war ein Schweizer Erzgiesser.

## Leben und Wirken
Johann Balthasar Keller entstammte einem der ältesten Zürcher Patriziergeschlechter, der staufischen Keller vom Steinbock, auch genannt zum Schlüssel oder Keller von Schwamendingen (Erhebung in den Ritterstand im neunten Jahrhundert, zweites Adelspatent «vom Steinbock» 1487). Er wurde in Zürich als Sohn des Johann-Balthasar Keller vom Steinbock (1603–1657) und der Verena Wetzel (1617–1679) geboren.
Als begabter Zeichner begann er eine Ausbildung zum Goldschmied. Auf Anregung seines Bruders Johann Jakob Keller (1635–1700), Kanonengiesser in französischen Diensten, begab er sich 1660 nach Paris, um dort dieses Handwerk auszuüben. Gemeinsam wurden sie mit der Errichtung von Giessereien in Besançon, Neuf-Brisach und Pignerol betraut; nach 1674 kehrten sie nach Paris zurück.
In den späten 1680er-Jahren begann Johann Balthasar Keller mit den Gussvorbereitungen der für die Pariser Place Vendôme (damals Place Louis le Grand) bestimmten Reiterstatue Ludwig XIV., die den König als römischen Imperator visualisiert. Die Konzeption stammte vom französischen Bildhauer François Girardon. In einem extra dafür errichteten Giesshaus erfolgte der Guss der fast sieben Meter hohen Statue am 31. Dezember 1692 erstmals in einem einzigen Gussvorgang (Enthüllung 1699, Zerstörung 1792). Keller verwirklichte auch Statuen für den Park von Versailles und den Tuileriengarten.
Im Jahr 1697 wurde er zum Generalkommissar der Giessereien der königliche Artillerie und Inspektor der grossen Giesserei des königlichen Arsenals in Paris ernannt.
Die vier berühmten Statuen, die von den Gebrüdern Keller zwischen 1684 und 1686 gegossen wurden, waren für die Fassade des Schlosses von Versailles (1701) bestimmt.
Am 9. Februar 1682 heiratete er Susanne de Boubers de Bernâtre, Tochter einer reichen Familie aus der Picardie.
Die Brüder Keller, die im Laufe ihrer Karriere Hunderte von Kanonen lieferten, hatten einen entscheidenden Einfluss auf die Entwicklung der Artillerie in Frankreich.

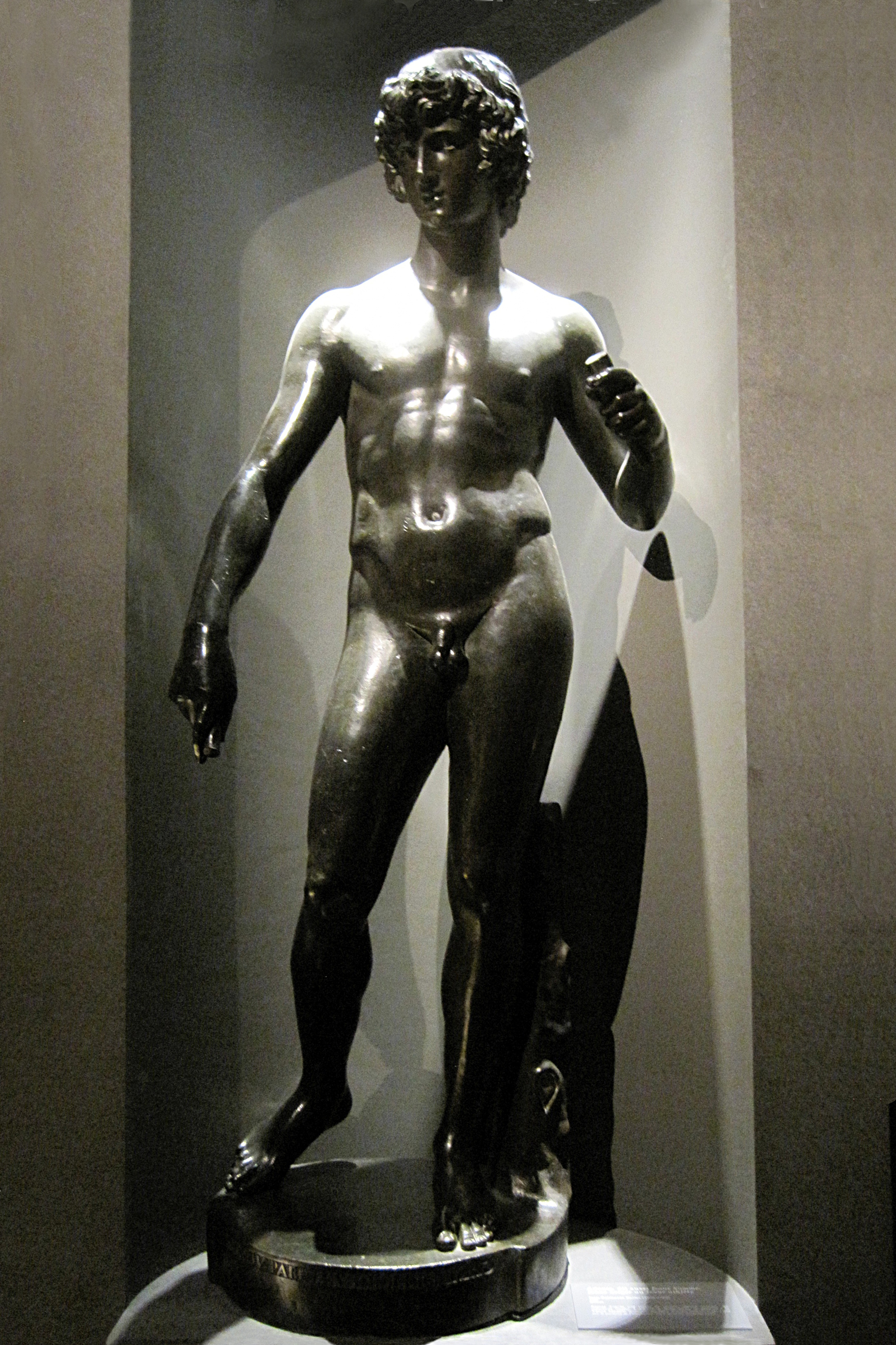
Adonis (1687) - Musée national du Château de Versailles.
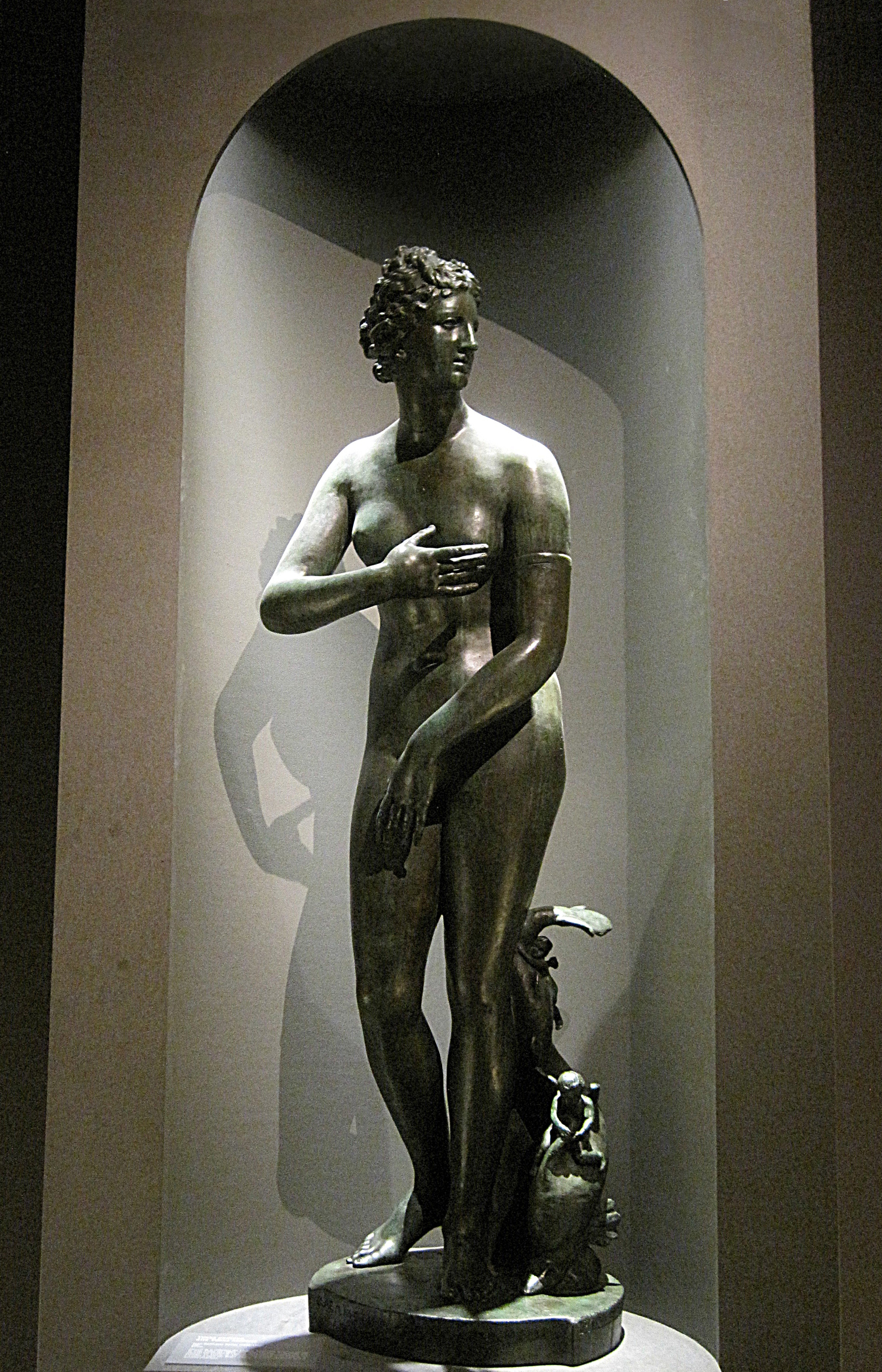
Vénus pudique (1687) - Musée national du Château de Versailles.